# Julius Elster

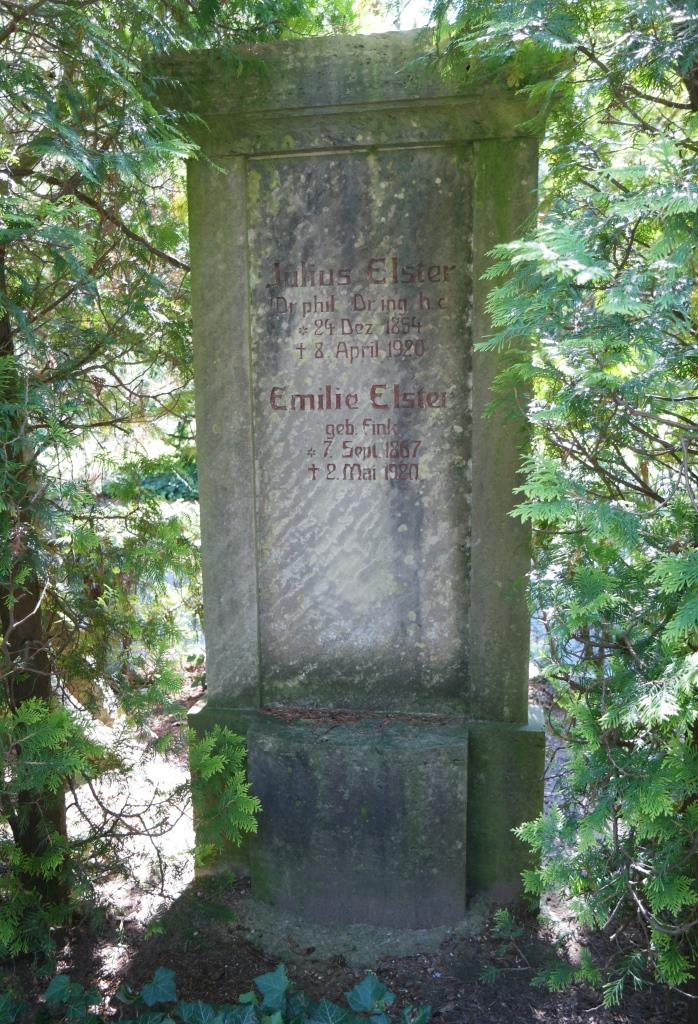
Grab von Julius Elster auf dem Hauptfriedhof in Wolfenbüttel

Julius Johann Phillipp Ludwig Elster (* 24. Dezember 1854 in Blankenburg; † 8. April 1920 in Bad Harzburg) war ein deutscher Lehrer und Physiker.

## Leben
Die Familie des Forstmeisters Geitel war im Jahre 1861 nach Blankenburg übergesiedelt. Elster und Geitel wuchsen in unmittelbarer Nachbarschaft auf und besuchten gemeinsam Schule und Gymnasium. Die persönliche Freundschaft vertiefte sich durch das gleiche Interesse an den Naturwissenschaften während der Studienjahre in Heidelberg und Berlin.
Nach dem in Braunschweig absolvierten Lehramtsexamen trennten sich ihre Wege kurzzeitig. Ab 1881 waren sie gemeinsam am Gymnasium Große Schule, das damals noch Herzogliche Große Schule genannt wurde, in Wolfenbüttel tätig und nutzten ihre Freizeit für die experimentelle Forschung. Dort zählte auch Karl Bergwitz (1875–1958) zu ihren Schülern.
Elster war seit 1892 Mitglied der Leopoldina. 1902 wurde er zum auswärtigen Mitglied der Göttinger Akademie der Wissenschaften gewählt. 1915 wurde ihm – zusammen mit Geitel – die Ehrendoktorwürde der Technischen Hochschule Braunschweig verliehen. 1919 diagnostizierte man bei Julius Elster eine Erkrankung (Diabetes mellitus). Im April 1920 verstarb der Geheime Hofrat Julius Elster in Bad Harzburg während eines Kuraufenthaltes.

## Wirken
Zusammen mit seinem Freund Hans Geitel hat er mit weit über 100 Publikationen zur Luftelektrizität, zur Intensität des Sternenlichtes, zu Problemen der ionisierenden Strahlung (Beispiel: „Über die Radioaktivität der Erdsubstanz und ihre mögliche Beziehung zur Erdwärme“) sowie weiteren wichtigen Forschungsbereichen einen wertvollen Beitrag zur Weiterentwicklung der Physik geleistet. So erfand Julius Elster 1893 mit Geitel die erste lichtelektrische Zelle, die Fotozelle.